# Jean-Arnaud Raymond
Jean-Arnaud Raymond (Tolosa, 4 aprile 1742 – Parigi, 28 gennaio 1811) è stato un architetto francese.

## Biografia
Nato a Tolosa, vinse il Gran Premio per l'Architettura (il futuro Prix de Rome) nel 1766. Trascorse otto anni in Italia per perfezionare le sue capacità e appassionarsi all'architettura palladiana. Divenne capo architetto del Palazzo del Louvre nel 1798. Fu incaricato del progetto dell'Arco di Trionfo di Parigi con Jean Chalgrin nel 1806, che non fu completato quando morì.

## Opere maggiori
- 1775: Progetto degli interni del palazzo dell'arcidiocesi di Tolosa;
- 1776: Camera diocesana dell'arcidiocesi di Tolosa, rue Saint-Jacques;
- 1784-1785: Riqualificazione della cappella Saint-Roch-du-Férétra a Tolosa;
- 1785: Collegiata di Saint-Martin de L'Isle-Jourdain (Gers);
- 1785-1787: Chiesa di Nostra Signora del Monastero Reale di Prouille;
- 1786: Ex Hôtel Rivet, ex prefettura, attuale scuola di belle arti a Nîmes.